# Río Trueba
El río Trueba nace cerca de la cima del puerto de las Estacas de Trueba y atraviesa las localidades de Espinosa de los Monteros y de la ciudad de Medina de Pomar hasta desembocar en el río Nela por su margen izquierda, y tras atravesar a esta última ciudad. A su vez, el río Nela
es afluente del Ebro por su margen izquierda.
En el antiguo kilómetro 21 de la carretera procedente desde el Crucero hasta la cima del Portillo de Estacas de Trueba se encuentra una preciosa cascada donde la gente aprovecha para comer y bañarse, ya que existen mesas y comederos para ello.

## Localidades que atraviesa
- Espinosa de los Monteros
- Medina de Pomar
- Las Machorras
- Revilla de Pienza
- Santurde

## Afluentes

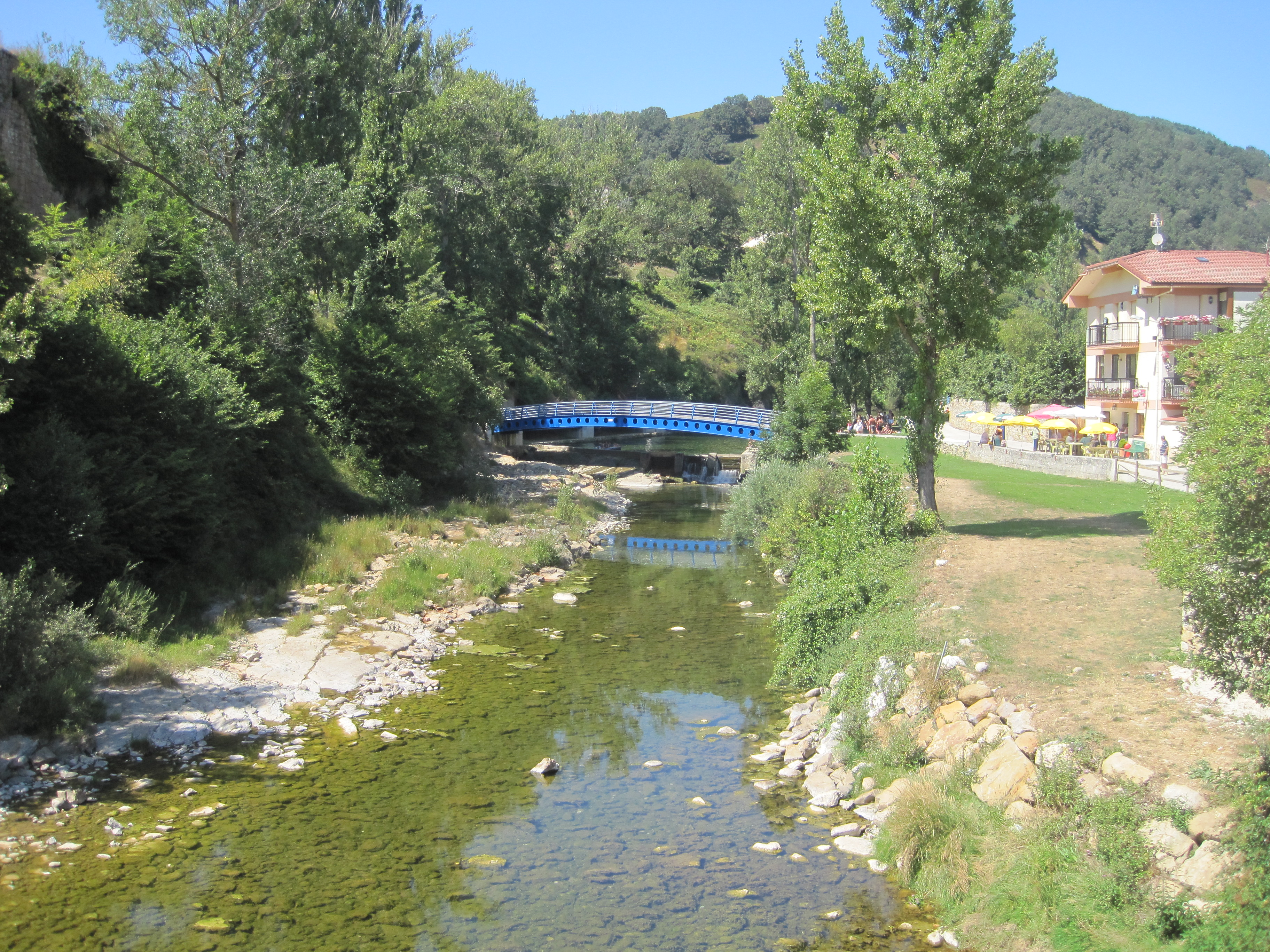
En Espinosa.

- Río Seco
- Río Cerneja